# Međugor
Međugor (cyr. Међугор) – wieś w Serbii, w okręgu zlatiborskim, w gminie Sjenica. W 2011 roku liczyła 71 mieszkańców.